# Planigale ingrami
Planigale ingrami là một loài động vật có vú trong họ Dasyuridae, bộ Dasyuromorphia. Loài này được Thomas mô tả năm 1906.